# Энергетика Республики Алтай
Энергетика Республики Алтай — сектор экономики региона, обеспечивающий производство, транспортировку и сбыт электрической и тепловой энергии. По состоянию на конец 2019 года, на территории Республики Алтай эксплуатировались 8 солнечных электростанций общей мощностью 120 МВт, а также 2 малые гидроэлектростанции общей мощностью 1,3 МВт и 10 небольших дизельных электростанций. В 2018 году они произвели 51 млн кВт·ч электроэнергии. Республика Алтай является единственным регионом России, на территории которого большая часть электроэнергии производится солнечными электростанциями.

## История
Первой относительно крупной (по тогдашним меркам) электростанцией на территории современной Республики Алтай стала Чемальская ГЭС мощностью 500 кВт, введённая в эксплуатацию в 1935 году. Станция обеспечивала электроэнергией курортное село Чемал и прилегающие поселения. Чемальская ГЭС эксплуатировалась до 2011 года, после чего была выведена из эксплуатации после аварии.
В 1960-х — 1990-х годах территория Республики Алтай была присоединена к Единой энергетической системе страны. При этом республика долгое время оставалась одним из немногих регионов страны, в котором отсутствовали собственные подключённые к энергосистеме электростанции (эксплуатировались только небольшие, преимущественно дизельные электростанции в зоне децентрализованного энергоснабжения). Несколько попыток создания собственной генерации на основе гидроэлектростанций закончились неудачно.
В 1962—1971 годах велось строительство Акташской ГЭС на р. Чуе мощностью 8,1 МВт, но в результате низкого качества строительства её достройка была признана нецелесообразной, уже построенные сооружения были заброшены. В 1982 году были начаты подготовительные работы по строительству крупного гидроэнергетического комплекса на реке Катунь — Катунской ГЭС мощностью 1600 МВт и контррегулирующей Чемальской ГЭС мощностью 300 МВт. В 1989 году строительство этих гидроэлектростанций было остановлено на фоне усиленной критики со стороны экологических организаций и ухудшавшейся экономической ситуации в стране. Проект строительства Алтайской ГЭС мощностью 140 МВт на Катуни, подготовленный в середине 2000-х годов, также не был реализован. Аналогичная судьба постигла проект Чибитской ГЭС мощностью 24 МВт на реке Чуе, дошедший в 2011 году до этапа начала подготовительных работ.
Первая электростанция, присоединённая к единой энергосистеме, появилась в Республике Алтай в 2015 году, ей стала Кош-Агачская СЭС. В 2016—2019 годах были введены в эксплуатацию ещё шесть солнечных электростанций.

## Генерация электроэнергии
По состоянию на конец 2019 года, на территории Республики Алтай эксплуатировались 8 солнечных электростанций (Кош-Агачская СЭС (2 очереди), Усть-Канская СЭС, Онгудайская СЭС, Майминская СЭС, Ининская СЭС, Усть-Коксинская СЭС и гибридная энергоустановка в п. Яйлю) общей мощностью 120 МВт, две малые гидроэлектростанции (ГЭС «Джазатор» и ГЭС «Кайру») общей мощностью 1,3 МВт, а также 10 небольших дизельных электростанций. Особенностью энергосистемы Республики Алтай является резкое доминирование солнечной генерации, на которую приходится 92 % выработки электроэнергии в регионе.

### Солнечные электростанции
Солнечная энергетика Республики Алтай представлена Кош-Агачской СЭС мощностью 10 МВт (пущена в 2015 году), Усть-Канской СЭС мощностью 5 МВт (пущена в 2016 году), Онгудайской СЭС мощностью 5 МВт (пущена в 2017 году), Майминской СЭС мощностью 25 МВт (пущена в 2017 году), Ининской СЭС мощностью 25 МВт (пущена в 2019 году), Усть-Коксинской СЭС мощностью 40 МВт (пущена в 2019 году), Чемальской СЭС мощностью 10 МВт (пущена в 2019 году), а также гибридной энергоустановкой в п. Яйлю, включающей солнечные панелей мощностью 60 кВт (пущена в 2013 году, не подключена к единой энергосистеме). В 2023 году солнечные электростанции выработали 147 млн кВт·ч электроэнергии, около 25% потребления. Собственник всех крупных солнечных электростанций — ООО «Авелар Солар Технолоджи» (входит в группу Хевел).

### Гидроэлектростанции
На территории Республики Алтай эксплуатируются две малые гидроэлектростанции — ГЭС «Кайру» мощностью 0,4 МВт (расположена в с. Балыкча, пущена в 2004 году) и ГЭС «Джазатор» мощностью 0,63 МВт (расположена в с. Джазатор, пущена в 2007 году). Обе гидроэлектростанции не подключены к единой энергосистеме, работают изолировано в зоне децентрализованного энергоснабжения, находятся в муниципальной собственности.

### Дизельные электростанции
В зоне децентрализованного энергоснабжения эксплуатируется 10 небольших дизельных электростанций, не подключённых к единой энергосистеме. Они расположены в Турочакском, Кош-Агачском и Улаганском районах, находятся в муниципальной собственности.

## Потребление электроэнергии
Потребление электроэнергии в Республике Алтай в 2021 году составило 590 млн кВт·ч, максимум нагрузки — 114 МВт (в декабре 2024 был установлен новый рекорд потребления — 139 МВт). Таким образом, Республика Алтай является энергодефицитным регионом, дефицит электроэнергии восполняется перетоками из Алтайского края. В структуре потребления электроэнергии в регионе по состоянию на 2018 год лидирует население (36 %), также по причине специфики энергосистемы велики потери в энергосетях (21,3 %). Крупнейшие потребители электроэнергии в регионе по состоянию на 2018 год — ООО УК «Центральная» (14,5 млн кВт·ч), ОАО «Рудник Веселый» (10,15 млн кВт·ч). Функции гарантирующего поставщика электроэнергии выполняет АО «Алтайэнергосбыт».

## Электросетевой комплекс
Энергосистема Республики Алтай (за исключением зоны децентрализованного энергоснабжения) входит в ЕЭС России, являясь частью Объединённой энергосистемы Сибири, находится в операционной зоне филиала АО «СО ЕЭС» — «Региональное диспетчерское управление энергосистем Новосибирской области, Алтайского края и Республики Алтай» (Новосибирское РДУ). Энергосистема региона связана с энергосистемой Алтайского края по шести линиям электропередачи напряжением 110 кВ.
На территории Республики Алтай отсутствуют магистральные электрические сети (напряжением 220 кВ и выше). Общая протяженность линий электропередачи распределительных электрических сетей напряжением 110 кВ и ниже по состоянию на 2018 год составляет 7728 км (по цепям), в том числе ВЛ 110 кВ — 1172 км, ВЛ 35 кВ — 40 км, ВЛ 6-20 кВ — 3747 км, ВЛ 0,4 кВ — 2772 км. Большинство электрических сетей эксплуатируется филиалом ПАО «МРСК Сибири» — «Горно-Алтайские электрические сети».